# Naranga
Naranga é um gênero de traça pertencente à família Arctiidae.